# Torrecilla de Alcañiz
Torrecilla de Alcañiz (aragónul: Torrociella d'Alcanyiz, katalánul: La Torrocella d'Alcanyís) község Spanyolországban, Teruel tartományban. Torrecilla de Alcañiz La Codoñera községgel határos. Lakosainak száma 436 fő (2024).

## Népesség
A település népessége az utóbbi években az alábbiak szerint változott:
| Lakosok száma | 439  | 462  | 450  | 435  | 447  | 415  | 426  | 433  | 460  | 436  |
|               | 2001 | 2004 | 2007 | 2009 | 2012 | 2014 | 2017 | 2019 | 2022 | 2024 |